# Ґоздово (Великопольське воєводство)
Ґоздово (пол. Gozdowo, нім. Gosdau) — село в Польщі, у гміні Вжесня Вжесінського повіту Великопольського воєводства.
Населення — 496 осіб (2011).
У 1975-1998 роках село належало до Познанського воєводства.

## Демографія
Демографічна структура станом на 31 березня 2011 року:
|          | Загалом | Допрацездатний вік | Працездатний вік | Постпрацездатний вік |
| -------- | ------- | ------------------ | ---------------- | -------------------- |
| Чоловіки | 260     | 61                 | 182              | 17                   |
| Жінки    | 236     | 49                 | 145              | 42                   |
| Разом    | 496     | 110                | 327              | 59                   |